# Ümmü Kiraz
Ümmü Kiraz (Acıpayam, Denizli, 27 de setembre de 1982) és una atleta turca de cursa de fons. Ha participat en els Jocs Olímpics d'Estiu de 2012 on termina 89a el marató.